# Ковач Олександр Олександрович
Олександр Олександрович Ковач – український радіоспортсмен (позивний - UT7DX), член збірної команди федерації радіоспорту Закарпаття, перший в Україні заслужений майстер спорту України з радіозв’язку на коротких хвилях (2003), виступав в складі (EM5HQ) - національної збірної України з радіозв’язку на коротких хвилях (2003).
18 квітня – Всесвітній день радіоаматора. Цього дня в далекому 1925 році в Парижі був створений  Міжнародний союз радіоаматорів  (IARU), який об’єднав ентузіастів що займаються проведенням радіозв’язків, дослідженням проходження радіохвиль, конструюванням приймально-передавальної апаратури, антен, тощо. Під егідою IARU кожен рік проводиться одне з найбільш престижних змагань в радіоспорті - чемпіонат світу з радіозв’язку на коротких хвилях (IARU HF World Championship).
Олександр - триразовий чемпіон світу (IARU HF World Championship), в 1992 році як (RY7D) та 2023, 2024 роках в складі команди (HG7T) з встановленням світових рекордів; восьмикратний призер чемпіонатів світу з радіозв’язку на коротких хвилях, спортсмен що за свою спортивну кар’єру тридцять разів увійшов в кваліфікаційну “десятку” кращих радіоспортсменів (Top Ten - Worldwide), та став переможцем і призером багатьох міжнародних змагань з радіозв’язку на коротких хвилях.
Становлення Олександра  як радіоспортсмена відбулось на колективній  радіостанції  (UK5WAZ)  Львівського політехнічного інституту, куди він вступив на радіотехнічний факультет у 1971 році. Навчання на радіотехнічному факультеті було напруженим, цікавим та динамічним. Колектив викладачів, серед яких були і радіоаматори – короткохвильовики, наполегливо вкладав в голови студентів всі свої знання та досвід в відповідних дисциплінах і не тільки.  З початкової групи, що складалась з двадцяти шести студентів, дипломи з кваліфікацією  “радіоінженер”  отримало тринадцять випускників. Дипломна робота Олександра “Проектування короткохвильового трансивера з підсилювачем потужності”, була захищена перед Державною екзаменаційною комісією на оцінку відмінно.
Молодий випускник радіотехнічного факультету Львівського політехнічного  інституту (1976) - Олександр, повернувшись в рідне Мукачево, заснував з друзями однодумцями аматорську колективну радіостанцію (UR0DXX), що стала більш ніж на сорок років радіоклубом і осередком творчої молоді міста, де висувались і реалізовувались цікаві технічні ідеї, вдосконалювалось обладнання, проектувались та будувались антени, кипіли спортивні баталії.
Взявши участь у різноманітних міжнародних змаганнях, Олександр показав найкращий результат з СРСР у відкритому чемпіонаті США (ARRL INTERNATIONAL DX CONTEST, 1989), чемпіон Європи в американських змаганнях (CQ WW 160 METER CONTEST, 1991), зайняв перше місце в змаганнях ліги радіоаматорів Італії (A.R.I. INTERNATIONAL DX CONTEST, 2000), переможець змагань на приз короля Іспанії (His Majesty The King of Spain Contest, 2004, 2009), здобув перше місце у міжнародних змаганнях країн Скандинавії (Scandinavian Activity Contest, 1997, 1998), нагороджений плакетками за найбільшу кількість радіозв’язків з норвезькими та ісландськими учасниками змагання (Scandinavian Activity Contest, 2017), посів перше місце в Європі у чемпіонаті Азії (All Asian DX Contest, 1997) за що отримав визнання від міністра пошти та телекомунікацій Японії Dr. JIMI Shozaburo, переможець та призер багатьох інших змагань.
Результатом перемоги в міжнародних змаганнях (16 CONCURSO DE HF LA PALMA ISLA BONITA, 2003), які проводились лігою радіоаматорів Канарських островів Іспанії, стало запрошення на церемонію нагородження призерів, що мала відбутись на західному острові Канарського архіпелагу - острові La Palma Isla (о.Ла Палма).
Нагородження мало відбутись через місяць після закінчення змагань, а допуск в посольство Іспанії на подачу документів для отримання візи не раніше сорока днів від дати реєстрації. Для реєстрації громадян України діяв тільки один телефонний номер. Отримання достроково візи було другим “етапом” змагань, чи не найважчим.
Маршрут мандрівки складався с наступних відрізків: Мукачево – Чоп – Будапешт – Мадрид - о.Гран-Канарія – о.Ла-Палма – м.Лос-Льянос-де-Арідане. Україна була гідно представлена на церемонії нагородження, що відбулася в ресторані гольф клубу розміщеному на західній частині острова на березі Атлантичного океану.
За виконання певних умов, тобто проведення радіозв’язків з різноманітними країнами, адміністративними територіями, містами,  тощо, національними лігами радіоаматорів, видаються дипломи в підтвердження досягнутих успіхів. Колекція  Олександра налічує їх близько 250 шт. Серед них плакетка (5B DXCC) американської ліги радіоаматорів за зв’язки з 100 країнами світу на п’яти діапазонах (всього 500 країн), диплом (WAS) за зв’язки зі всіма штатами США, диплом (JCC) за зв’язки з 450 містами Японії, диплом (AJA) за 1000 зв'язків з різними адміністративними одиницями Японії (JCC,JCG,KU). Цікавий диплом з Канади (Polar Bridge) трансарктичної лижної експедиції маршрут якої пролягав через Північний полюс. Диплом (DUF) з Франції засвідчує зв’язки з двадцятьма французькими заморськими територіями на шести континентах а диплом з Великобританії  (GB50) отриманий за радіозв'язок з Віндзорським замком (офіційною резиденцією британських монархів) під час святкування золотого ювілею королеви  Єлизавети II,  та багато інших…
Робота в ефірі аматорських радіостанцій здійснюється згідно “Регламенту аматорського радіозв’язку України”, що відповідає вимогам встановленим Міжнародним Союзом Електрозв’язку (ITU), членом якого є Україна. У 2023 році, при розробці Національною комісією по електронним комунікаціям (НКЕК), нового “Регламенту аматорського радіозв’язку України”, Ковач О. був запрошений для рецензії проекту нормативного документа, запропонував багато новацій, які були прийняті в фінальній редакції тексту. Також ним були підготовлені матеріали для завершення імплементації  “Регламенту” Адміністрацією зв’язку України в Європейському бюро зв’язку (ECO) комітету з електронних комунікацій (ECC), Європейської конференції поштових і телекомунікаційних адміністрацій (CEPT).
В Мукачеві існує жартівливий слоган  “Мукачево – майліпшоє”.  Цей вираз окреслює відношення до рідного краю тих, хто є локальними патріотами свого міста. Що стосується  підтримки спорту, то в Мукачівській міській територіальній громаді за ініціативи міського голови  Балоги Андрія прийняті і діють дві потужні програми стимулювання кращих спортсменів та тренерів. Це програма надання щомісячних стипендій та програма виплати винагород за вагомі досягнення  у спорті вищих досягнень. Управління освіти, культури, молоді та спорту  (нач. Лабош Михайло та заст. Козик Ярослав)  ефективно адмініструє  виконання цих програм. Олександр, як чемпіон світу з  радіозв’язку на коротких хвилях  2023 та 2024 років, став одним з учасників програм.
Трудова діяльність Олександра пройшла в Мукачівському галузевому науково - дослідному технологічному інституті телевізійної техніки “Електрон”  та в Закарпатських магістральних електричних мережах, Західної ЕС,  НЕК Укренерго.        На даний час Олександр з цілою папкою грамот та подяк від керівництва установ та відомчою відзнакою Укренерго           “За заслуги” знаходиться на заслуженому відпочинку … але не в спорті !